# Montvalezan
Montvalezan település Franciaországban, Savoie megyében. Lakosainak száma 729 fő (2022. január 1.). Montvalezan La Thuile, Sainte-Foy-Tarentaise, Séez és Villaroger községekkel határos.

## Népesség
A település népességének változása:
| Lakosok száma | 673  | 695  | 708  | 686  | 701  | 709  | 718  | 722  | 729  |
|               | 2013 | 2015 | 2016 | 2017 | 2018 | 2019 | 2020 | 2021 | 2022 |